# 库柏勒

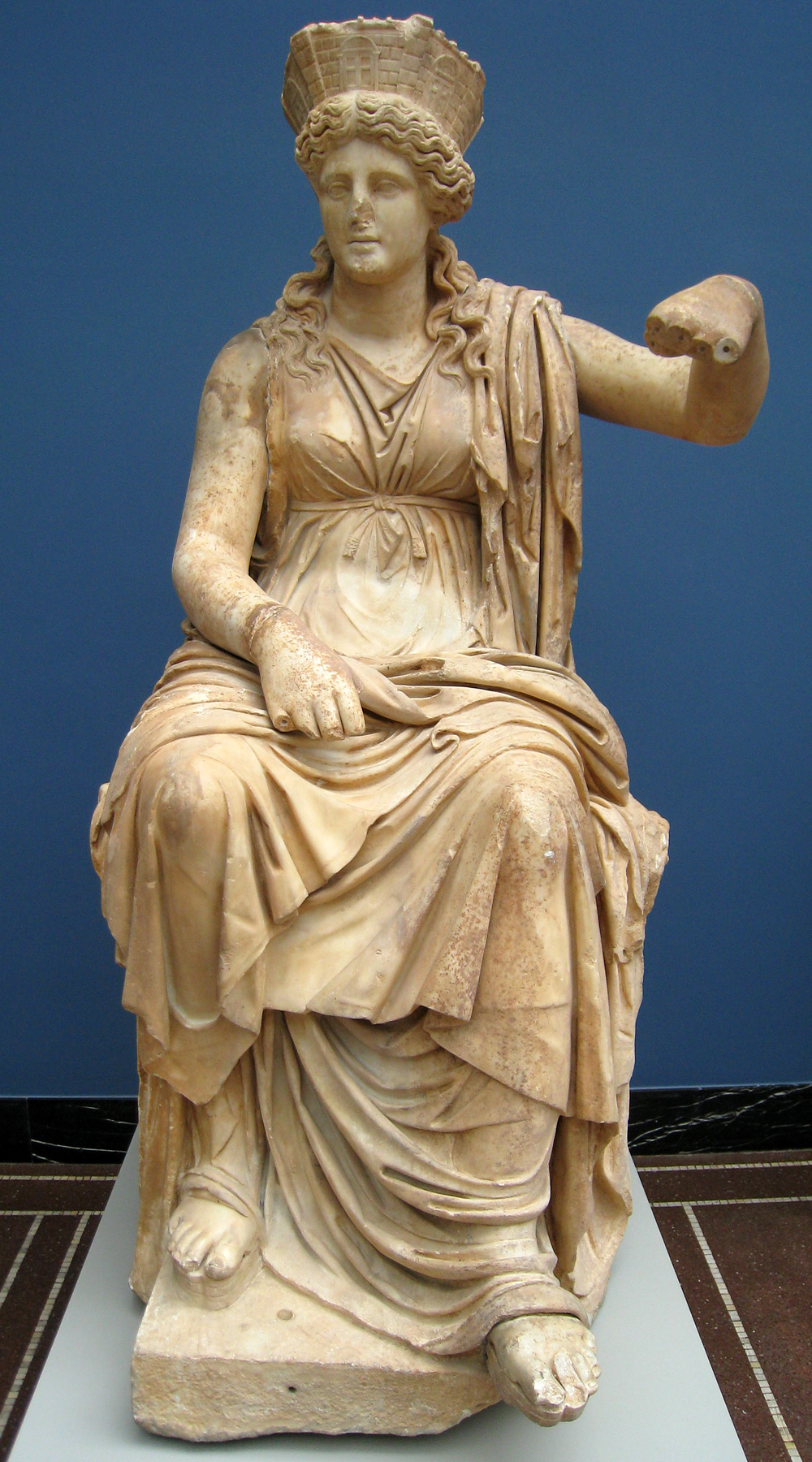
库柏勒女神像

库柏勒（弗里吉亚语：Matar Kubileya/Kubeleya，希腊语：Κυβέλη Kybele, Κυβήβη Kybebe, Κύβελις Kybelis），是弗里吉亚所信仰的地母神。她如同希腊神话中的大地之母盖亚和米诺斯的瑞亚，库柏勒体现着肥沃的土地，为溶洞、山峦、墙壁、堡垒、自然、野生动物（特别是狮子与蜜蜂）之神。她是天上众神和地上万物的母亲，能使大地回春、五谷丰登；库柏勒统治着整个世界，为大自然生长力的化身。

## 神话
传说库柏勒爱上了年轻英俊的农神阿提斯（一说阿提斯是库柏勒的随从），但不久后阿提斯就背弃了库柏勒，又和水仙（寧芙仙女）或一个凡间少女相爱，当他们举行婚礼的时候，库柏勒突然出现，她在一气之下将所有参加婚礼的人都发了疯，阿提斯也未能幸免，独自跑到深山自阉而死。

## 民间崇拜
对库柏勒的崇拜在小亚细亚十分盛行，并从那里传遍了整个希腊，随后又传入了罗马。公元前204年罗马议会决定把库柏勒女神的标志“黑石”从珀西努斯城运到罗马，并在帕拉丁山上为她建立神庙。古希腊人认为库柏勒是大母神瑞亚的别名，在弗里吉亚的库柏勒山上供奉的库柏勒就是瑞亚。库柏勒和瑞亚一样，枯瑞忒斯是她的祭司，有时也被称为科律班忒斯。
在希腊化和罗马时期，信奉库柏勒的中心地区是伽拉提亚西南地方的珀西努斯城，这里居住的是伽拉人，因此在罗马，库柏勒的祭司就叫伽拉（Gallus，傳入羅馬之後，之後詞意衍化為閹祭官），那里有库柏勒的神庙。到了春天，罗马人会举行对库柏勒和阿提斯的祭祀活动。关于库柏勒的神话，大约是在布匿战争中传入罗马的。
库柏勒主要在具有狂欢性质的秘密祭典中起作用。通常库柏勒头戴高冠，居住在山顶，外出时乘坐着由狮豹拉着的三轮车。

## 相关书籍
- Brixhe, Claude "Le Nom de Cybele", Die Sprache, 25 (1979), 40-45
- George E. Bean. . Ernest Benn, London.
- Hyde, Walter Woodburn Paganism to Christianity in the Roman Empire (U. of Pennsylvania Press, 1946)
- Knauer, Elfried R. (2006). "The Queen Mother of the West: A Study of the Influence of Western Prototypes on the Iconography of the Taoist Deity." In: Contact and Exchange in the Ancient World. Ed. Victor H. Mair. University of Hawai'i Press. Pp. 62–115. ISBN 978-0-8248-2884-4; ISBN 0-8248-2884-4 (An article showing the probable derivation of the Daoist goddess, Xi Wangmu, from Kybele/Cybele)
- Lane, Eugene. Ed. Cybele, Attis, and Related Cults: Essays in Memory of M.J. Vermaseren (E.J. Brill, 1996)
- Showerman, Grant The Great Mother of the Gods (Argonaut, 1969)
- Vermaseren, Maarten Jozef. Cybele and Attis: The Myth and the Cult trans. from Dutch by A. M. H. Lemmers (Thames and Hudson, 1977)
- Virgil. The Aeneid trans from Latin by West, David (Penguin Putnam Inc. 2003)